# 白月鐮翅綠尺蛾
白月鐮翅綠尺蛾（學名：Tanaorhinus kina）又名斑鐮翅綠尺蛾、白月鐮翅青尺蛾或連珠鐮翅綠尺蛾，屬於尺蛾科的鐮翅綠尺蛾屬。除了印度及台灣以外，也可能分布於不丹、印尼與緬甸。

## 特徵描述
翼展約 4.5 至 6 公分。全身大致呈黃綠色、綠色或深綠色，翅緣具白色纖毛；前翅有波狀內線，呈現有規則的三波浪；前翅橫脈有一條白色弦月紋為其獨徵。

## 亞種
本種有三個亞種，分別為：
- 指名亞種（學名： Swinhoe, 1893）
- 錫金亞種（學名： Prout, 1934）
- 台灣亞種（學名： Inoue, 1978）